# Закон України «Про статус суддів»
Закон України «Про статус суддів» — Закон, що визначав статус суддів в Україні з 1993 по 2010 роки.
У своїй першій редакції Закон не містив поняття «професійний суддя». Встановлювалися такі кваліфікаційні вимоги для зайняття посади судді: досягнення на день обрання 25 років, вища юридична освіта «і, як правило, стаж роботи за юридичною спеціальністю не менше двох років».
Усі судді обиралися Радами народних депутатів різних рівнів, у залежності від рівня суду.
Прийняття Конституції України у 1996 році несуттєво позначилося на змісті Закону. Перші великі зміни були внесені до нього лише 2001 року.
Закон утратив чинність у зв'язку з прийняттям Закону «Про судоустрій і статус суддів» 3 серпня 2010 року, крім двох статей. Остаточна втрата чинності відбулася 1 січня 2012 року.